# Luigi de Filippo
Luigi de Filippo, hispanista italiano.
Director del Instituto de Cultura Italiano de Zaragoza. Estudió las fuentes y editó, de Ignacio de Luzán, La poética o reglas de la poesía (Barcelona: Selecciones Bibliófilas, 1956, 2 vols.) y, de Antonio Mira de Amescua, Adversa fortuna de D. Álvaro de Luna (Firenze: F. Le Monnier, 1960); también Diez Sainetes Inéditos de D. Ramón de la Cruz. (Madrid: Ministerio de Educación Nacional, 1955)
- Datos: Q5982606